# 我孫子市民図書館

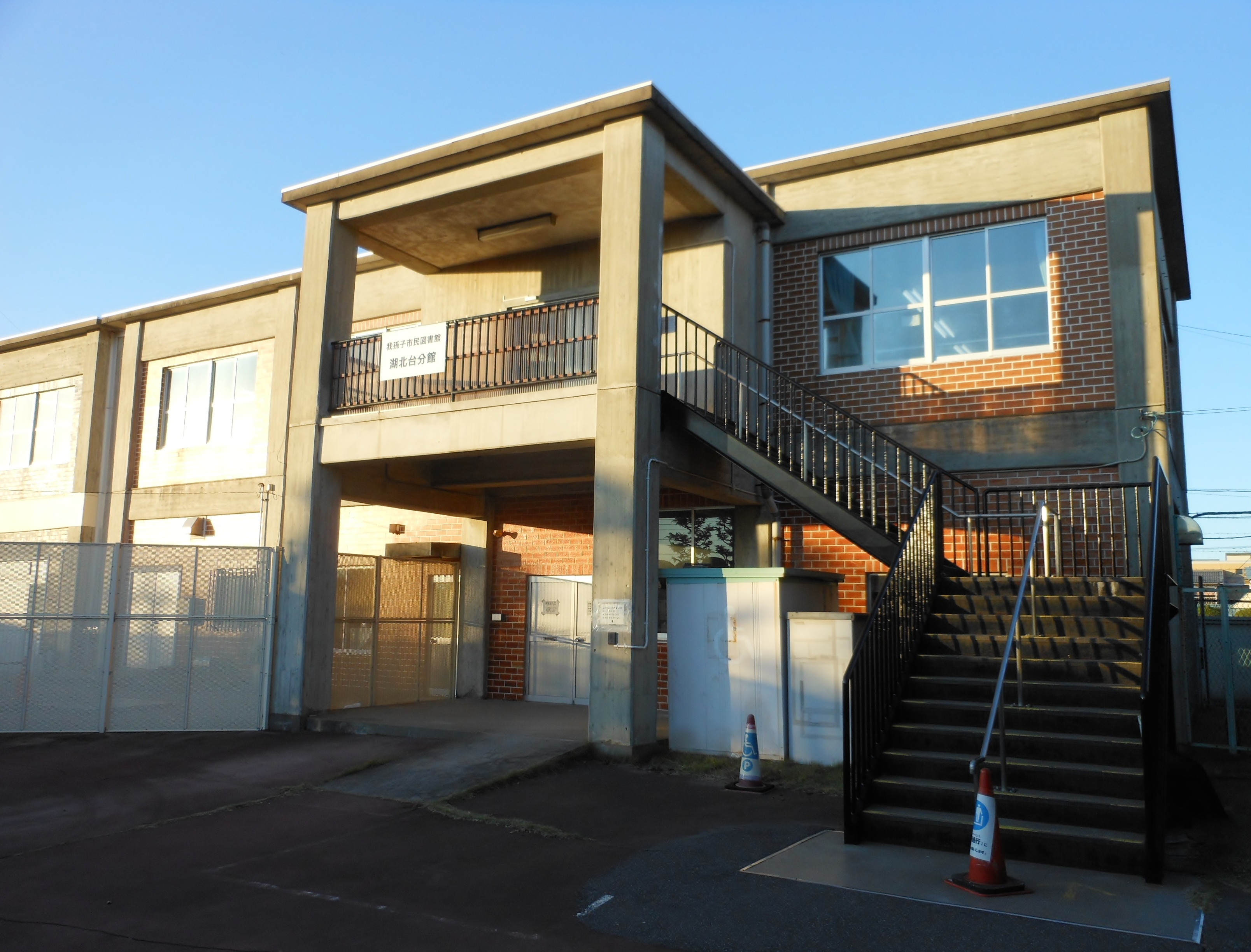
湖北台分館

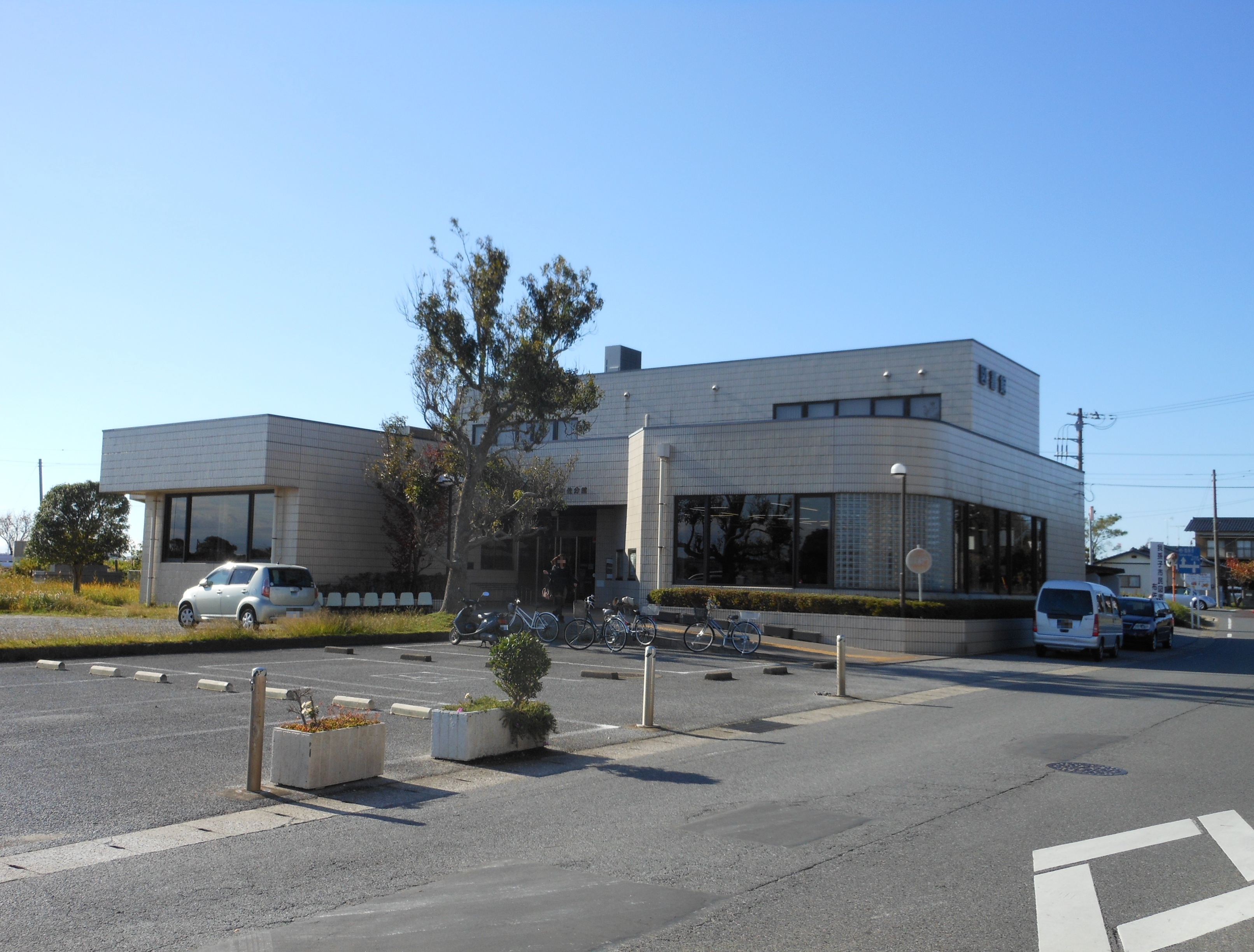
布佐分館

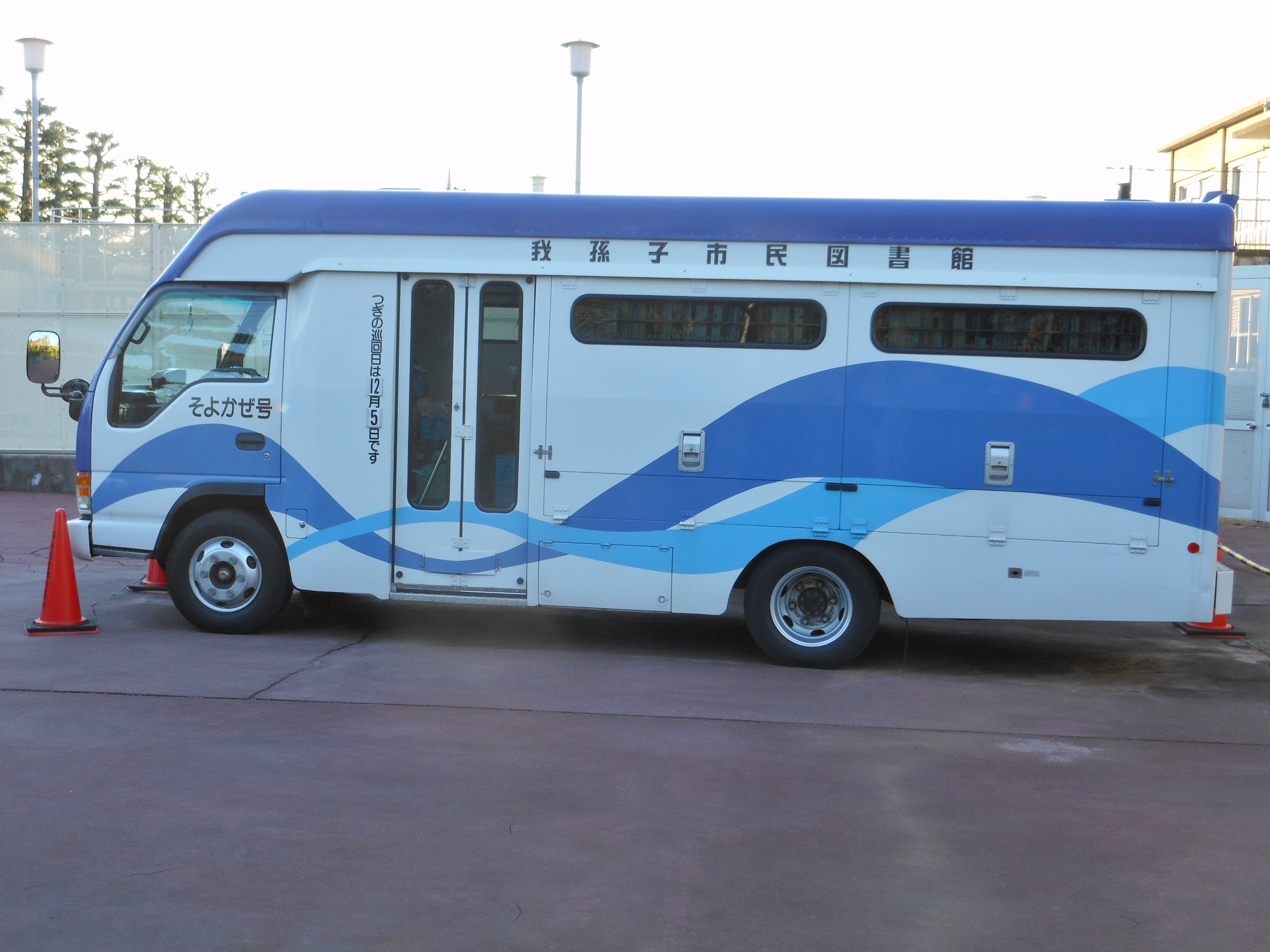
移動図書館「そよかぜ号」

我孫子市民図書館（あびこしみんとしょかん、英語名称：Abiko City Library）は、千葉県我孫子市にある公立図書館。「市民のための図書館」という意味を込めて市立図書館ではなく、市民図書館と称している。

## 概要
我孫子市生涯学習センター「アビスタ」の1階にある。敷地面積は5,302m2、延床面積は1,426m2。書棚は4、5、6段のものを使い分けている。
- 雑誌タイトル数：377点（2022年度）[9]
- 新聞タイトル数：39点（2022年度）[9]
- CD・カセットテープ資料数：15,148点（2022年度）[10]
- 登録利用者数：35,437人（2022年度）[11]

### 分館
市域が東西に14kmと長細いため、分館を設けてカバーしている。
- 湖北台分館 - 我孫子市湖北台9丁目3番6号
  - 浄水場と併設され、1階が事務所と書庫、2階が開架閲覧室である[13]。CD・カセットテープは置いておらず、我孫子市民図書館の全3館の内、規模も一番小さい。
- 布佐分館 - 我孫子市新々田109番地の1
  - 図書館単体の施設[6]で、1階に開架閲覧室、2階に会議室や書庫などがある[14]。

### 移動図書館
我孫子の移動図書館「そよかぜ号」は、千葉県立中央図書館に代わって1978年（昭和53年）8月に湖北地区に拠点を構えて始まった。市内11か所を巡回し、各世帯の人数の2倍の図書を借りることができた。湖北分館が開館してからは、湖北分館を拠点に移動図書館を展開している。
令和5年度時点で、市内16か所の拠点に移動図書館「そよかぜ号」が月2回あるいは4回巡回している。 2021年（令和3年）10月稼働の4代目移動図書館車は3,000冊の図書を積載可能である。

## 利用案内
- 貸出制限 - 我孫子市在住・在勤・在学の者。流山市、茨城県取手市および北相馬郡利根町の図書館と相互利用を行っているので[18]、両自治体の住民も貸出可能[19]。
- 貸出可能点数 - 図書・雑誌10冊、CD・カセットテープ5点
- 返却場所 - 本館および分館のカウンター、移動図書館、ブックポスト、我孫子市の各行政サービスセンター
- 開館時間
  - 本館 - 9時30分〜20時
  - 分館 - 9時30分〜17時
- 休館日 - 月曜日（月曜日が祝日の場合は開館し、その後の平日に休館）、年末年始、特別整理期間

## 歴史
1966年（昭和41年）9月7日に我孫子町中央公民館が開館し、南東の一角に図書室が設置された。約39m2しかない狭い部屋で、まだ蔵書は300冊しかなかった。また図書は館内閲覧のみで、貸出を開始したのは蔵書が8,000冊に増えた1975年（昭和50年）10月のことである。当時は週3日しか開館していなかったにもかかわらず、1977年（昭和52年）度には貸出冊数が千葉県内で第5位になった。当時の我孫子町は徐々に図書を増やして将来的には我孫子町立図書館への昇格を目指していた。
1960年代から1970年代の公共図書館は転機を迎え、閉鎖的な図書館から「市民に資料を提供し、知る権利を保障する」という意識が定着し、我孫子町では移動図書館を開始することでこれを実現しようとした。そして1979年（昭和54年）11月、我孫子市民図書館に改称、我孫子市民会館2階に移転した。この時には蔵書が45,000冊まで増加した。職員は6人で、日曜日の午後には3,000冊を貸し出すなど、大変忙しかったという。時間外労働は常態化し、腰痛などを訴える職員が出たため、分館の設置案が浮上した。そして1982年（昭和57年）7月1日には湖北台分館、1987年（昭和62年）7月には布佐分館が開館した。湖北台分館は、市水道局の新築移転によって庁舎が利用できることになったことから、図書館として利用することが決まった。布佐分館は、本館と湖北台分館が人口急増等の諸条件に合わせて場当たり的に設置されたという反省を踏まえ、職員の手で運営方針や図書館網配置計画を策定した上で建設された。「図書館網配置計画」では8つの図書館を市内に置くことが提案されたが、2022年現在も実現せず、3館体制のままである。
市民会館にあった図書館は、手狭な上天井が低かったため、新図書館建設の機運が高まり、1998年（平成10年）に我孫子市長が図書館と公民館の複合施設建設を市議会で表明した。図書館と公民館の間で生涯学習施設として相乗効果が生まれるように留意することなどが議論され、6社の設計案のうち岡田新一設計事務所の設計案が採用された。また、複合施設名は、一般公募により我孫子とスタディを組み合わせた「アビスタ」に決定した。2002年（平成14年）2月に市民会館の図書館を一旦閉館し、4月1日にアビスタが開館した。同年5月には市内の大学である中央学院大学、川村学園女子大学と相互協力を開始した。
東日本大震災により、2011年（平成23年）3月12日から3月31日まで臨時休館した。

## CD・映像資料およびヤングアダルト系の蔵書の問題
CDは2009年末以来新作は蔵書として持っていない。
DVDは1枚も所蔵していない。
ヤングアダルト系は『涼宮ハルヒの憂鬱』シリーズ（谷川流）、『時をかける少女』（筒井康隆）のようなロングセラーはもちろん、近隣で同規模の市立図書館が複本で持っている『かいけつゾロリ』シリーズも1冊も蔵書として持っていない。
ライトノベル系で定期的に購入しているのは、電撃文庫『キノの旅』シリーズのみで、同レーベルの他のシリーズ、および他のレーベルのものは、アニメ化・映画化されたロングシリーズも含めて一切蔵書として持っていない。（以上、我孫子市民図書館検索システムによる。『時をかける少女』は成人向けコーナーにはある）
原因は不明である。

## 交通
- JR常磐線・成田線我孫子駅より徒歩約11分（900m）。
- 阪東自動車路線バス手賀沼公園バス停より徒歩すぐ。

## 周辺
- 手賀沼公園
- 緑南作緑地
- 白樺文学館